# James Howard-Johnston
James Douglas Howard-Johnston (12 de março de 1942) é um historiador inglês, especialista em assuntos do Império Bizantino. Foi professor de Estudos Bizantinos na Universidade de Oxford. É professor emérito do Corpus Christi College. A sua abordagem sobre Bizâncio segue a de Edward Gibbon e concentra-se em comparações entre o Estado bizantino e as outras potências ocidentais. Para além disso, Howard-Johnston tem feito muita investigação sobre a Antiguidade tardia, em especial sobre as guerras romano-persas e a expansão do Islão. É casado com a escritora Angela Huth.

## Obra
- "Witnesses to a World Crisis: Historians and Histories of the Middle East in the Seventh Century". (2010)
- "The cult of saints in late antiquity and the Middle Ages: essays on the contribution of Peter Brown." (1999)
- "The scholar & the gypsy: two journeys to Turkey" – Past and Present. (1992)
- "Studies in the organization of the Byzantine army in the tenth and eleventh centuries". (1971)